# Sara Sadykowa
Sara Garifowna Sadykowa (ros. Сара Гарифовна Садыкова; ur. 1 listopada 1906 w Kazaniu, zm. 7 czerwca 1986 tamże) – tatarska aktorka teatralna, śpiewaczka operowa (sopran liryczno-koloraturowy), kompozytorka.

## Życiorys
Ukończyła szkołę dla dziewcząt i Kolegium Pedagogiczne. Jej talent muzyczny dostrzegł nauczyciel ze szkoły i skierował ją na studia. Uczyła się śpiewu w Konserwatorium Moskiewskim w latach 1922–1928. Uczyła się w Tatarskim Studio Operowym w latach 1934–1938. Należała do Tatarskiego Teatru Akademickiego w latach 1930–1934. Była solistką Tatarskim Teatrze Opery i Baletu w Kazaniu w latach 1938–1948, znacznie przyczyniła się do powstania opery tatarskiej. Komponowała także muzykę do spektakli oraz piosenki, m.in. tango Oczekiwanie, walce, marsze. Była następczynią dokonań muzycznych Salicha Sajdaszewa. Należała do Związku Kompozytorów Rosji od 1982 roku. Została pochowana na cmentarzu Nowotatarskim w Kazaniu.

## Nagrody
- Zasłużony Artysta Tatarskiej ASRR (1939)[3]
- Ludowy Artysta Tatarskiej ASRR (1977)[3]
- Zasłużony Działacz Sztuk RFSRR (1984)[3]
- Nagroda Państwowa Republiki Tatarstanu im. Ğabdulli Tuqaya(inne języki) (1990)[3]